# Медлин, Яков Соломонович
Яков Соломонович Медлин (1871—1937) — российский скрипач и музыкальный педагог.

## Биография
Родился в семье почётного гражданина г. Томска; имел брата Аарона, осуждённого в 1929 году за контрреволюционную деятельность.
Начал выступать в 1888 году. Благодаря нескольким благотворительным концертам было собрано 300 рублей. На эти деньги он уехал в Варшаву, где учился в консерватории у Станислава Барцевича. В 1894 году вернулся в Томск. Концертировал в различных городах Сибири.
В 1895—1908 годах преподавал в Томской музыкальной школе. В 1901 году стал директором музыкальных классов Томского отделения Русского музыкального общества; был дирижёром хора и дирижёром оркестра (в 1901—1908, 1923—1925, 1932—1935 гг.) музыкального общества.
В 1905 году стал членом конституционно-демократической партии. В 1906 году с образовательными целями посетил Берлин, в 1911 — Париж.
В 1917 году вместе с М. И. Малометом вошёл в руководящий состав Томского профессионального союза оркестрантов.
В 1925—1927 годах преподавал в Томском музыкальном техникуме (в настоящее время — Томский музыкальный колледж имени Э. В. Денисова), был его директором (в 1901—1908, 1923—1925, 1936—1937 гг.); основал при техникуме симфонический оркестр и руководил им. Среди учеников Медлина, в частности, А. Л. Марксон, А. П. Новиков.
Арестован 19 июля 1937 года; Обвинён в участии в «Союзе спасения России» и 19 сентября приговорён к расстрелу и 27 сентября расстрелян. Реабилитирован в июле 1957 года.